# The Ancients
The Ancients è stato un gruppo musicale beat italiano attivo negli anni sessanta guidato da Manuel De Sica, futuro compositore musicale.

## Storia
A fondare il complesso, formato da quattro elementi nella sua formazione completa, erano stati lo stesso De Sica assieme a Federico D'Andrea e a Bruno Biriaco, futuro batterista del gruppo fusion Perigeo. Ad essi si aggiunse poi Stefano Marcucci.
La vita del gruppo - la cui musica era prevalentemente diretta verso un'ottica colta - non fu lunga (e al suo attivo si registrano le incisioni di soli due singoli pubblicati nel 1966), ma consentì ai musicisti che lo componevano di farsi conoscere, grazie anche alla partecipazione a trasmissioni televisive (furono fra l'altro ospiti di una puntata di Studio Uno condotta da Lelio Luttazzi).
Una volta scioltisi The Ancients, D'Andrea e Marcucci hanno poi formato il gruppo Myosotis. Mentre Biriaco passava ai Perigeo De Sica intraprendeva la carriera di compositore.
Del loro repertorio fa parte il brano Non penso più a lei.

## Formazione
- Manuel De Sica (chitarra elettrica solista e canto)
- Federico D'Andrea (chitarra ritmica e canto)
- Bruno Biriaco (batteria)
- Stefano Marcucci (basso elettrico e canto)

## Discografia

### Singoli
- Ci ripenserai/Non penso più a lei (Edibi 1966)
- Quando verso sera/Questa squallida città (Parlophone 1966), come "Manuel De Sica e gli Ancients"